# Alfred Whitney Griswold
Alfred Whitney Griswold (Morristown (New Jersey), 27 ottobre 1906 – New Haven, 19 aprile 1963) è stato uno storico statunitense.
Dal 1951 al 1963 fu il presidente dell'Università Yale. Fu l'autore della prima tesi di laurea statunitense in americanistica e uno dei co-fondatori della fratellanza accademica Yale Political Union.

## Biografia
Figlio di Elsie Montgomery, nata Whitney, e di Harold Ely Griswold, dal ramo materno discendeva da Eli Whitney, e da sei governatori coloniali del Connecticut da quello paterno.
Nel 1925 completò la Hotchkiss School di Lakeville, prima di conseguire quattro anni più tardi il Bachelor of Arts all'Università Yale, presso la quale curò The Yale Record, la rivista umoristica degli studenti del campus.

Ancora studente,  insieme a numero di studenti e personale dell'ateneo, fondò quella fraternità che nel '34 fu ufficializzata col nome di Yale Political Union.
Dopo aver insegnato inglese per circa dodici mesi, nel '33 fu assunto come collaboratore della cattedra di storia, ottenendo la nomina ad assistente universitario nel '38, a professore associato nel '42, e, infine, a professore ordinario nel '47. La carriera accademica di Griswold ebbe inizio grazie a un dottorato onorario in storia, arte e lettere, assegnato per la prima tesi di laurea in studi americano discussa nel Paese a stelle e strisce. Il volume descriveva il sogno e il culto americano, influenzato dal suo breve praticantato a Wall Street prima del crollo del 1929.
Queste idee si espressero anche nei seguenti vouimi: The Far Eastern Policy of the United States (pubblicato nel 1938), Farming and Democracy (del 1948), Essays on Education (del 1954), In the University Tradition (del 1957) e Liberal Education and the Democratic Ideal (del 1959). Pur non essendo uno specialista, il libro del 1938, forte di uno stile elegante e vigoroso,  per almeno una decade ebbe un notevole flusso nel dibattito sulla politica estera degli Stati Uniti nell'Estremo Oriente.
Durante la Seconda Guerra Mondiale, diresse una serie di programmi di addestramento specifici per l'esercito degli Stati Uniti in lingue e affari civili.
Nel 1951, Griswold fu nominato presidente dell'Università Yale, posizione nella quale rimase fino alla sua morte, sopraggiunta nel '63. Il giorno del suo insediamento, dopo aver pranzato con l'amico al Mount Holyoke College, disse a sua moglie: "Grazie a Dio non siamo in quel racket". Durante il suo mandato, Griswold triplicò la dotazione finanziaria e patrimoniale dell'ateneo portandola a un valore di 375 milioni di dollari, fece costruire 26 nuovi edifici e istituì borse di studio per giovani ricercatori, soprattutto nel campo delle scienze.  Fra i suoi progetti, vi furono, altri due edifici, il Morse College e Ezra Stiles College, l'undicesimo e il dodicesimo college residenziale di Yale.

Nel '52, creò la prima programmazione didattica dei Master of Arts nelle arti liberali, inquadrandoli all'interno dei dipartimenti tradizionali già esistenti.
Prima del conflitto e nel Dopoguerra, Griswold apparve spesso nei media americani per le sue esternazioni in tema di politica estera, l'atletica dilettantistica, per la libertà accademica e in difesa delle arti liberali contro le ingerenze del governo. In compagnia di Nathan Pusey, il suo omologo ad Harvard, si attivò per mantenere in vita fra i membri della Ivy League il campionato interuniversitario dilettantistico di atletica leggera.
In sua memoria, l'Università di Yale istituì una cattedra di storia, della quale negli anni Novanta è divenuto titolare lo storico Ben Kiernan.